# 新北市私立種籽親子實驗小學
新北市私立種籽親子實驗小學（原為種籽親子實驗學苑），簡稱種籽實小，位於台灣新北市烏來區信賢里泰雅族部落區，是一所由一群家長創辦的民主學校，以自主學習為立校精神。創校人李雅卿同時也是台北市自主學習實驗計畫主持人和自主學習促進會第二任理事長。

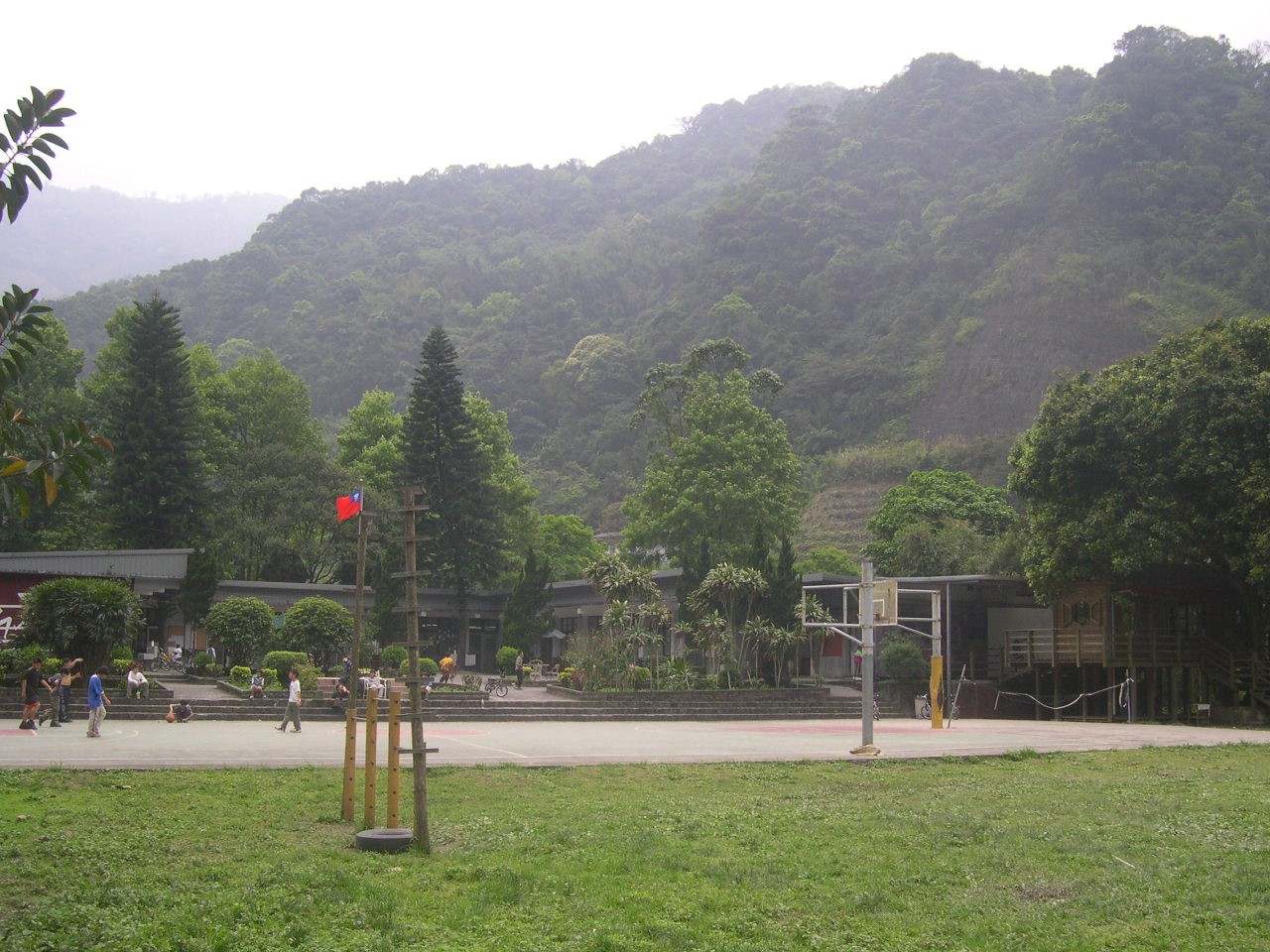
種籽實小球場

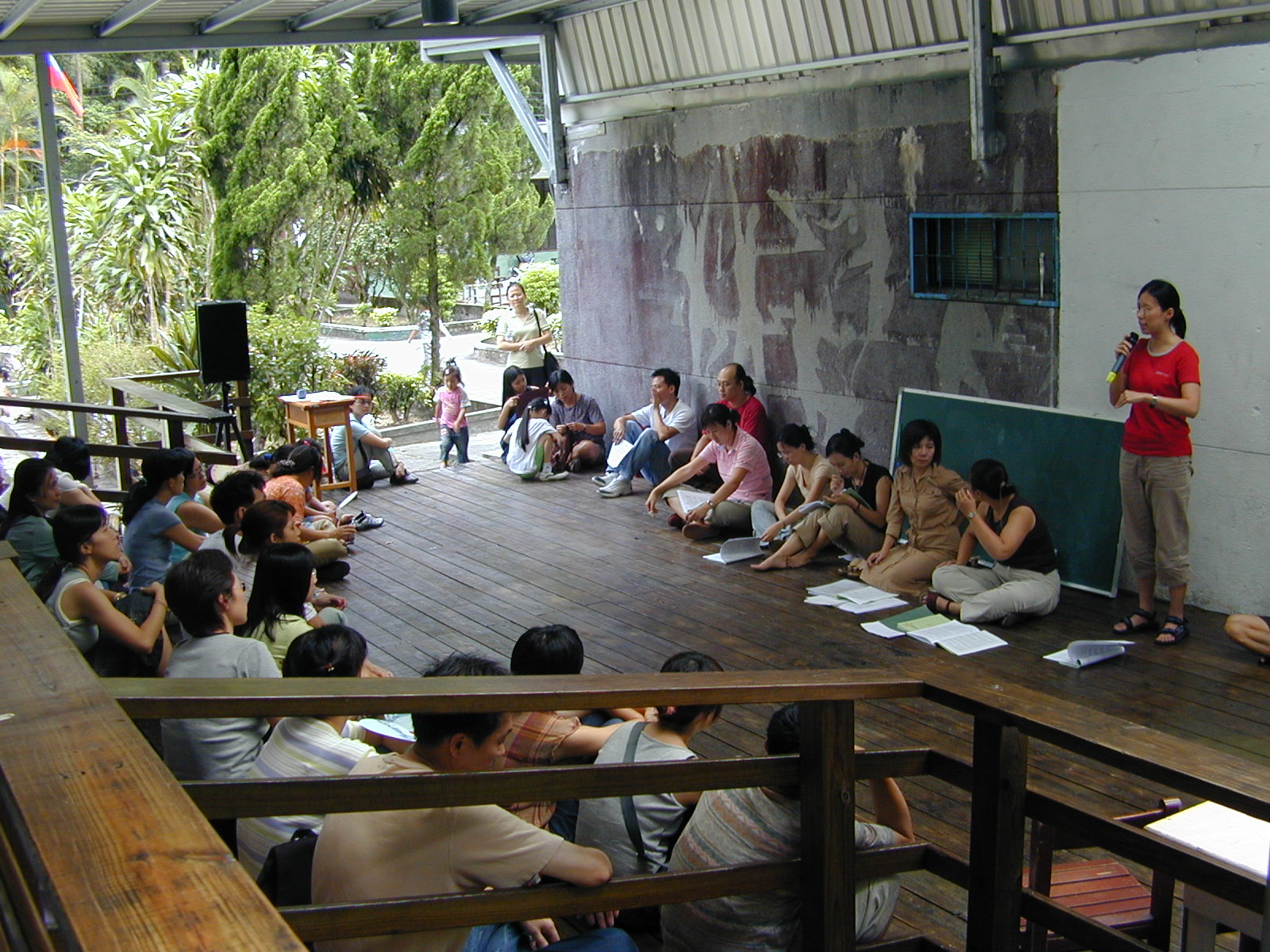
種籽教師團的期初課程報告

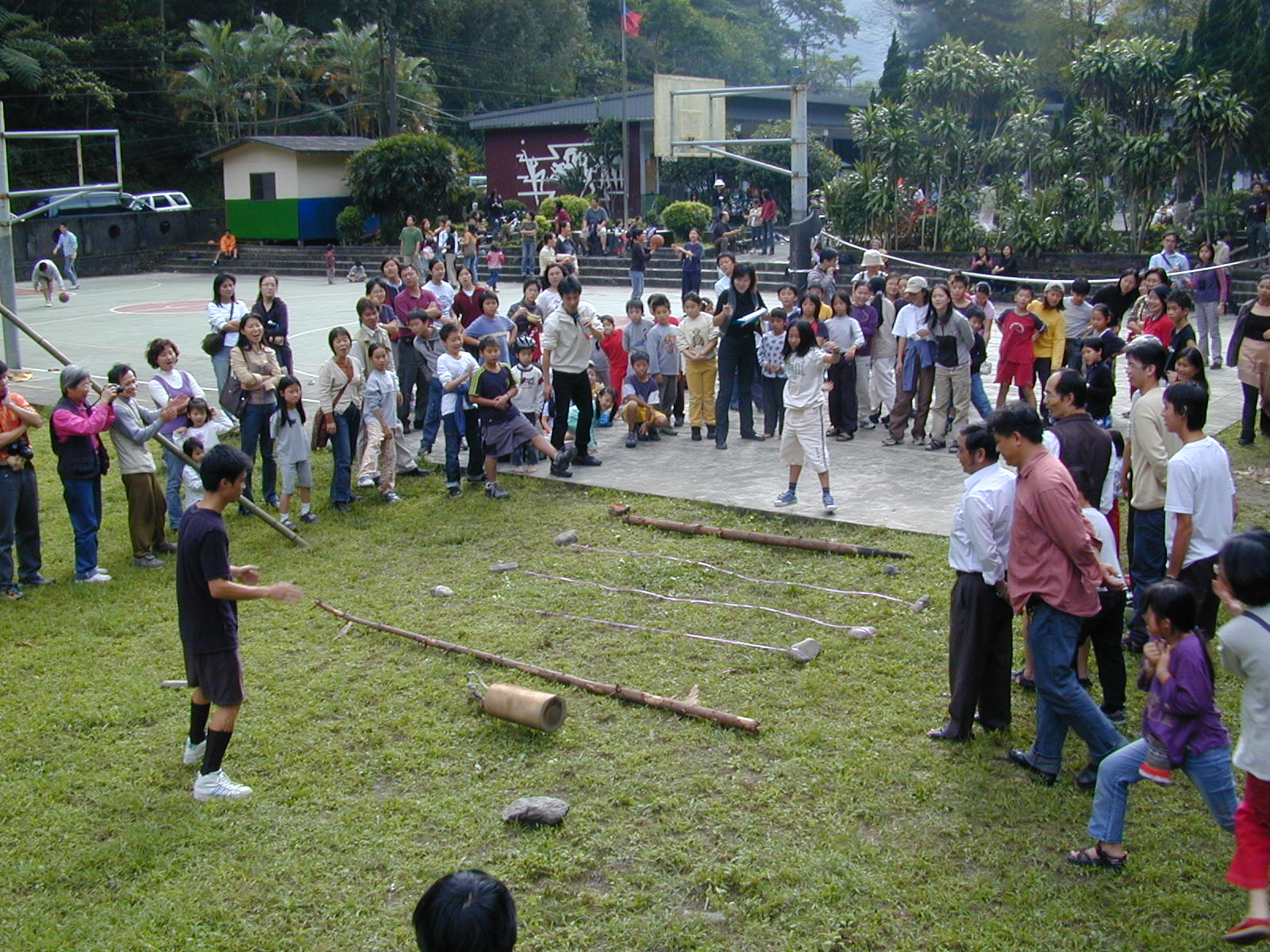
種籽文化日

## 學校規模
目前學生約98人，專任教師約10人；師生比約1:10。學生年齡層和一般小學相同，6~12歲。

## 教學概要
種籽實小一到五年級的必修科目僅語文(國語)、數學兩科，其他科目都是選修。種籽也讓學生有「空堂」的選擇，學生能夠在上課時間不修課程，讓學生有自由時間去探索興趣與社交等活動。
六年級多了必修的畢業製作和畢業挑戰。畢業製作是專題式，每個人有不同的主題，用一年的時間去完成。呈現方式多元，戲劇表演、專題製作、作曲和編舞等都有人選擇。在每年6月的畢業典禮，畢業生會在典禮上呈現自己的畢業製作；畢業挑戰則是共同的體能挑戰，往年以五天四夜的登山或單車挑戰二選一，由畢業生共同決定要登山還是單車挑戰。畢業生花一年的時間為畢業挑戰做體能上的準備，並在畢業後的7月完成挑戰。
種籽的導師班也是混齡編班，由學生每學期自選想進的導師班，再由校方依志願編班。每個導師班都各有特色，在每天最後一節的導師時間上各自安排不同活動。

## 生活秩序
種籽實小的校規稱為生活公約，是由師生一起在每週一次的「生活會議」中討論制定的，師生都必須遵守。任何學生能夠透過連署的方式，在「生活會議」上發起全校公投修正校規。違規的教導與懲戒，由師生信任投票選出的「法官團」負責，「法官團」通常以高年級學生擔任，低年級學生能先擔任實習法官學習相關知識。法庭中，由學生法官依照校規與實際情況，判斷學生之間的糾紛並給予適當的判決。無體罰，老師亦不會任意懲罰學生。

## 歷史
民國83年，種籽由一群關心教育的家長興學，當時的家長在創辦人李雅卿的號召下，展開了一場官民合作的教育實驗。
第一階段：台北市自主學習實驗計畫時期
民國83年，「毛毛蟲學苑」在新店燕子湖畔創校。由於校地為鐵皮屋建築，整體空間較不適合教學活動，因此在李雅卿的奔走與臺北縣政府教育局的協助之下，於民國84年遷至烏來鄉信賢國小(現址) ，並且更名為「種籽親子實驗學苑」。此時期學校存在的依據為台北市自主學習實驗計畫。
第一期實驗計畫，自民國83年至民國86年。
第二期實驗計畫，自民國86年至民國92年，計畫主持人皆為台大數學系教授黃武雄。
第三期實驗計畫，自民國92年至民國98年，黃武雄因健康因素請辭，政大教育系教授鄭同僚接任計畫主持人。
第二階段：公辦民營時期
因應教改制度之時空蛻變，第三期計畫尚未結束，種籽便於民國93年配合臺北縣政府頒布的《台北縣立國民中小學委託民間辦理自治條例》申請辦學，遂成為台北縣第一所公辦民營的小學，同時正名為「台北縣政府委託民間辦理信賢種籽親子實驗國民小學」、簡稱「種籽實小」。
民國99年臺北縣升格為新北市，種籽校名改為「新北市烏來區信賢種籽親子實驗國民小學」。
民國108年7月，種籽爭取到新北市政府教育局參與式預算補助近新臺幣84萬元，改造老舊球場及新建校園廣播系統，是新北市第一間參加參與式預算的小學。

## 教育理念
重視自由、尊重、信任與民主。在小而民主、扁平化與彈性化組織之上，發展教育理念。尊重每個獨立的個體，找出適合每個人的學習方式。

## 外部連結
- 種籽親子實驗小學 （页面存档备份，存于）